# Sint-Albertuscollege

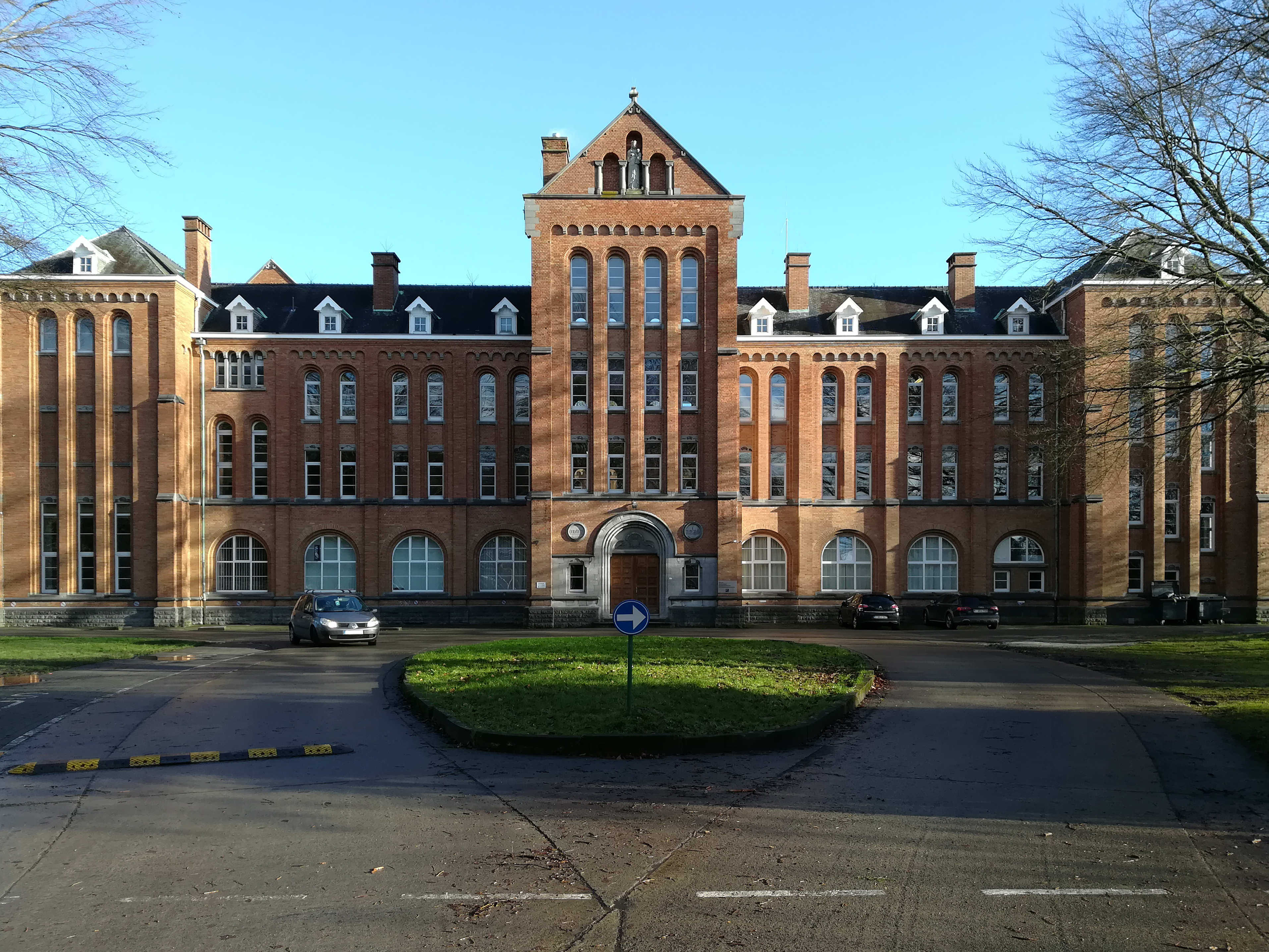
Het Sint-Albertuscollege in Leuven.

Het Sint-Albertuscollege is een katholieke school voor secundair onderwijs in de Leuvense deelgemeente Heverlee.

## Geschiedenis
Het college werd geopend op 1 september 1949, als college voor priesterroepingen door de paters ongeschoeide karmelieten in een klooster van de Karmel dat zelf gebouwd was in 1936. De orde had in de eerste helft van de 20ste eeuw een apostolische school in Kortrijk, maar deze werd vernield tijdens de Tweede Wereldoorlog. Aanvankelijk werden enkel de vier hoogste jaren van de humaniora aangeboden, vanaf 1955 de zes jaren. Er waren toen 66 leerlingen. Bij de uitbreidingswerken van de school werd in 1959 gebruikgemaakt van materiaal van Expo 58. Tot 1968 verbleven alle leerlingen op de school, in een kostschool of internaat. Nadien groeide het aantal externen snel. In 1976 waren er 249 leerlingen op de school, in 1992 408, tot dan nog steeds enkel jongens. In 1995 werd de school gemengd, en werd een OKAN, een onthaalklas voor anderstalige nieuwkomers, ingericht. In 2000 telde de school meer dan 500 leerlingen. De kostschool werd intussen gesloten, wegens een gebrek aan leerlingen. Met Pasen 2002 werd het klooster van de Karmel gesloten. Het gebouw werd in erfpacht aan de inrichtende macht van de school gegeven.
De school, vroeger gelegen in de gemeente Haasrode, kwam na de hertekening van de gemeentegrenzen rond Leuven op het grondgebied van deze laatste gemeente te liggen, in de deelgemeente Heverlee.

## Bekende leerkrachten
- Charles Ducal (1952), dichter en schrijver
- Patrick Van Craenenbroeck (1953), kunstenaar
- Chris Taes (1955), politicus
- Danny Scheepers (1962), dirigent, muziekpedagoog en trompettist

## Bekende oud-leerlingen
- Steven Vanackere (1964), politicus
- Simon De Cuyper (1986), triatleet
- Jasper Stuyven (1992), wielrenner
- Pieter Sisk (1999), atleet